# Benoît Bataille
Pour les articles homonymes, voir Bataille (homonymie).
 (août 2022).
Benoît Bataille (dont les livres sont signés Abbé Bataille), est un prêtre séculier français du diocèse de Bordeaux et auteur de manuels d'initiation religieuse au XIXe siècle.

## Histoire
L'abbé Benoît Bataille a été vicaire de la basilique Saint Michel à Bordeaux ainsi qu'aumônier au lycée de Bordeaux, et chanoine de Bordeaux.

## Œuvres
Il est l'auteur du Guide du jeune communiant ou Entretiens sur les sacrements de pénitence et d'eucharistie, publié à Tours, Mame en 1839 (in-18). L'ouvrage est dédié au Cardinal Jean Lefebvre de Cheverus, archevêque de Bordeaux.
Le livre, plus particulièrement destiné aux enfants, contient une série d'entretiens et de recommandations destinées à les préparer pour leur première communion et à avoir le comportement le plus approprié le jour de cette dernière, le guide est suivi de la Vie d'un enfant après sa première communion.
L'ouvrage semble avoir été fréquemment ré-édité dans la seconde moitié du XIXe siècle.